# Кућа вајара Драгомира Арамбашића
Кућа вајара Драгомира Арамбашића се налази у Београду, у Господар Јевремовој улици 20, подигнута је 1906. године. Представља непокретно културно добро као споменик културе.

## Опис куће
Подигнута је по пројекту архитекте Бранка Таназевића. Најмлађи је објекат у комплексу око Доситејевог лицеја, једне од највреднијих и најстаријих просторно културно-историјских целина Београда.
Изведена је у стилу академизма, али са елементима сецесије у декорацији и обради фасаде. Налази се у непосредној близини претходно наведених најстаријих објеката целине и представља модерну архитектуру на почетку 20. века и у самом језгру ове целине показује континуитет развоја београдске архитектуре и њене трансформације из оријентално-балканске ка европској вароши.
Данас се кућа користи као део дечјег вртића „Лептирић“. Утврђена је за споменик културе 1987. године.